# Agoma nigriventris
Agoma nigriventris là một loài bướm đêm trong họ Noctuidae.